# Río Talegones
El Talegones es un afluente del Río Duero, que nace en las fuentes del Barranco de Las Huertas, en el extremo oriental de la Sierra de Pela, bajo la Muela de Somolinos, término de Retortillo de Soria. Cruza primero una pequeña ribera rodeada de cerros, donde abundan los árboles frutales; luego entre profundas hondonadas pasa por Torrevicente, Lumías y Cabreriza. Riega los terrenos de Berlanga de Duero, donde recibe por la izquierda el Arroyo del Pradejón, procedente de Brías. Atraviesa el término de Aguilera y  tributa en el  Duero junto al Molino Blanco, 1200 m al SW del Puente Ullán, donde lo hace el Escalote. Su cauce discurre íntegramente por la provincia de Soria.